# 日東交通君津営業所
日東交通君津営業所（にっとうこうつうきみつえいぎょうしょ）は、千葉県木更津市築地（日本製鉄君津製鉄所ビジネスセンター内）に位置する日東交通の営業所。

## 沿革
- 1968年（昭和43年）4月 - 君津営業所を開設。当時の所在地は君津市君津1番地（新日本製鐵君津製鐵所構内）。
- 2009年（平成21年）11月9日 - 新日本製鐵君津製鐵所管理センター（当時）の移転に伴い、木更津市築地の現在地に営業所を移転。

## 現行路線

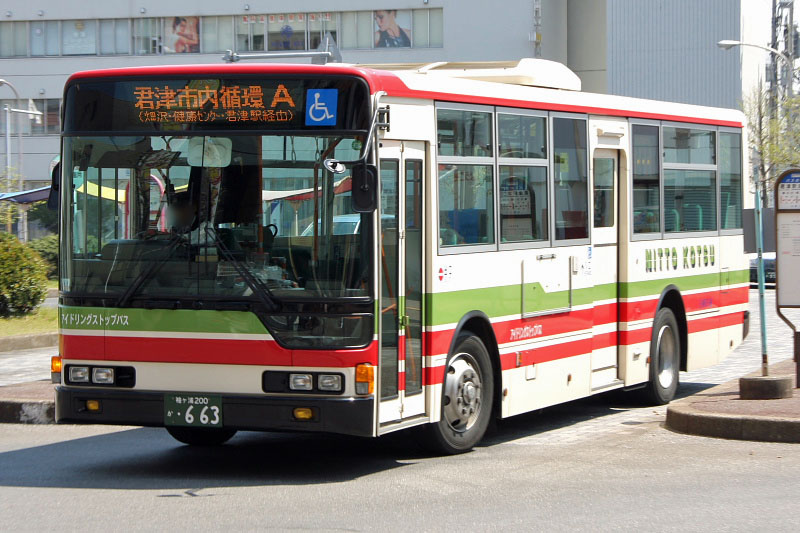
君津市内循環線（君津駅北口にて）

路線バスは1路線のみを運行する。その他、君津市・富津市にある日本製鉄及び関連施設の特定バスの運行を受託している。

### 路線バス
2018年3月17日より、当営業所が管轄する路線で、PASMOなどの交通系ICカードが導入された。

#### 君津市内循環線
君津市内を「しゃもじ」状に運行する循環路線である。八重原・大和田・畑沢各地区の社宅を経由するなど日本製鉄への通勤路線の意味合いも強い。
- 【A廻り】君津駅北口⇒畑沢マーケット前⇒君津製鉄所（⇒君津健康センター）⇒大和田寮前⇒君津駅北口⇒君津市役所（※⇒水道山下）⇒北子安⇒八重原団地（友好館前）
- 【B廻り】八重原団地（A3棟前）⇒北子安⇒君津市役所（※⇒水道山下）⇒君津駅北口⇒大和田寮前⇒（⇒君津健康センター）⇒君津製鉄所⇒畑沢マーケット前⇒君津駅北口
  - 2001年（平成13年）4月1日：運行経路（一部区間）を変更する。
  - 2019年 （平成31年）4月1日：君津製鐵所の停留所名が君津製鉄所に変更。

君津健康センターは日中の約半数程度の便に限り経由する。水道山下経由は1日1往復のみ。

### 特定バス
日本製鉄系列の日鉄ビジネスサービス千葉からの委託により、日本製鉄君津・富津への出退勤路線などを運行しているが、下記ルート以外の詳細は非公開となっている。

停留所についても、一般のポール（イエロー調）と異なりライトグリーン調の専用ポールが使用される。
- 【通勤バス】各社宅・各寮 - 製鐵所ターミナル[4]
- 【製鐵所構内バス】構内巡回ルートなど[4]

## ハイヤー
日東交通の全営業所の中では唯一、ハイヤー事業も行なっているが、利用客の対象を日本製鉄関係者に限定しているため、一般客の利用はできない。

## 車両
日東交通の他の営業所の車両とは違い、路線車はエルガミオを除き、クリーム地に黄緑と赤帯の貸切色というカラーリングである。

所属車については以下の通りだが、君津・富津両市の日本製鉄関連施設の特定輸送用、あるいは構内輸送専用車としてここに記載した以外の車種も存在する。
- いすゞ自動車
  - エルガ - 車椅子乗降用スロープ板を装備したワンステップバスとツーステップバスがある。ワンステップ車は2012年に5台が導入され、君津市内循環線などに使用されている。また、運用によっては日本製鉄の出退勤路線や構内輸送路線で使用されることもある。
ツーステップ車はハイバックシートを装備した日本製鉄の特定輸送専用のトップドア車である。
  - エルガミオ - 車椅子乗降用スロープ板を装備したワンステップバスである。この車両のみ他営業所の車両と同じ路線バス色である。2015年に木更津営業所から2台が転入し、君津市内循環線の一部運用に使用されている。

- UDトラックス/日産ディーゼル
  - UA - ツーステップ車。扉配置・窓配置が導入年式によって異なり、何種類かのバリエーションがあったが、現在は日本製鉄の特定輸送専用のトップドア車のみが在籍している。ハイバックシートを装備。
  - スペースランナーA - 車椅子乗降用スロープ板を装備したワンステップバス。2010年に3台が導入され、君津市内循環線などに使用されている[6]。
- 三菱ふそう
  - エアロスター - 車椅子乗降用スロープ板を装備したワンステップバスで、ホイールベースの長いものと短いものの2種類がある。2007年から2011年（2010年は除く）にかけて10台が導入され、先述のいすゞ・エルガ、日産ディーゼル・スペースランナーAと同様、君津市内循環線などに使用されている。[6]。